# Середня Ольокма
Середня Ольо́кма (рос. Средняя Олёкма) — село у складі Тунгіро-Ольокминського району Забайкальського краю, Росія. Знаходиться в межах міжселенної території.

## Населення
Населення — 84 особи (2010; 138 у 2002).
Національний склад (станом на 2002 рік):
- росіяни — 73 %